# 板橋区立高島第六小学校
板橋区立高島第六小学校（いたばしくりつ たかしまだいろくしょうがっこう）は東京都板橋区高島平1丁目にある公立小学校。

## 沿革
- 1976年（昭和51年）4月1日 - 板橋区立高島第六小学校（旧）開校[2]。
- 2002年（平成14年）4月1日 - 高島第六小学校（旧）と高島平第四小学校を統合し、高島第六小学校（新）開校[2]。

## 教育目標
- 自分で考え行動する子ども（かしこく）
- なかよく助け合う子ども（なかよく）
- じょうぶなからだの子ども（たくましく）

## 児童数
2022年（令和4年）5月1日時点
| 学年 | 1年 | 2年 | 3年 | 4年 | 5年 | 6年 | 特別支援 | 合計 |
| ---- | --- | --- | --- | --- | --- | --- | -------- | ---- |
| 学級 | 3   | 2   | 3   | 2   | 2   | 2   | 3        | 17   |
| 児童 | 78  | 69  | 72  | 68  | 77  | 75  | 0        | 439  |

## 学区
出典
- 高島平1丁目（全域）
- 高島平9丁目（1番地のみ）

## 進学先中学校
出典
公立中学校に進学する場合
その他過去10年の進学先
- 板橋区立西台中学校
- 東京都立小石川中等教育学校
- お茶の水女子大学附属中学校

## 周辺
- 板橋区立はすのみ児童館 - 同一敷地内
- 板橋区立高島一丁目第三公園 - 区道をはさんで、敷地が隣接。
- 社会福祉法人友和会かえで保育園 - 進学前保育園のひとつ。
- 板橋区立高島一丁目第四公園
- 東京都道446号長後赤塚線
- 東京都道447号赤羽西台線

## 交通
- 都営地下鉄三田線西台駅から、徒歩約645m・約10分（駅ホーム沿いの道路を移動した最短ルートを行った場合）。
  - なお、駅施設から学校敷地まで、最短で約240mだが、駅出入口と学校正門との位置関係で、遠回りとなる。